# Società Sportiva Ercolanese 1985-1986
Questa pagina raccoglie le informazioni riguardanti la Società Sportiva Ercolanese nelle competizioni ufficiali della stagione 1985-1986.

## Rosa
| N. |                   | Ruolo | Calciatore          |
| -- | ----------------- | ----- | ------------------- |
|    | Italia (bandiera) | D     | Manfredi Adamo      |
|    | Italia (bandiera) | A     | Alessandro Alberini |
|    | Italia (bandiera) | D     | Luciano Briga       |
|    | Italia (bandiera) | A     | Mario Caldara       |
|    | Italia (bandiera) | C     | Antonio Caruso      |
|    | Italia (bandiera) | C     | Giovanni Cavaliere  |
|    | Italia (bandiera) | C     | Flavio Colasanto    |
|    | Italia (bandiera) |       | Cuccurullo          |
|    | Italia (bandiera) | A     | Antonio D'Angelo    |
|    | Italia (bandiera) | P     | Genesio Del Prete   |
|    | Italia (bandiera) | D     | Domenico Di Corato  |
|    | Italia (bandiera) | D     | Enrico Di Vincenzo  |

| N. |                   | Ruolo | Calciatore         |
| -- | ----------------- | ----- | ------------------ |
|    | Italia (bandiera) | P     | Antonio Efficie    |
|    | Italia (bandiera) | D     | Francesco Esposito |
|    | Italia (bandiera) | D     | Francesco Falanga  |
|    | Italia (bandiera) | C     | Armando Gambino    |
|    | Italia (bandiera) | A     | Andrea Gatto       |
|    | Italia (bandiera) | D     | Bruno Guadagno     |
|    | Italia (bandiera) | C     | Francesco Massaro  |
|    | Italia (bandiera) | C     | Vincenzo Perillo   |
|    | Italia (bandiera) | D     | Mauro Picconi      |
|    | Italia (bandiera) | A     | Ivano Salvati      |
|    | Italia (bandiera) | A     | Giuseppe Troise    |